# مؤسسه آموزشی و پژوهشی امام خمینی
مؤسسه آموزشی و پژوهشی امام خمینی، نام مجموعه‌ای آموزشی برای تحصیل دانشجویان و طلبه‌های شیعه است که در سال ۱۳۷۲ پایه‌گذاری شده‌است.
این مؤسسه توسط محمدتقی مصباح یزدی بنیان‌گذاری شد و پس از درگذشت وی در ۱۳۹۹، محمود رجبی مدیریت مؤسسه را بر عهده‌ گرفته‌است. کتابخانه و مرکز اسناد آن در سال ۲۰۰۶ میلادی شامل بیش از شصت‌هزار جلد کتاب فارسی و عربی و نزدیک به بیست‌هزار جلد کتاب انگلیسی بوده‌است.

## بخش‌ها
بر اساس آمار منتشره در کارنامه پژوهش مربوط به سال ۱۳۷۴ تا ۱۳۷۹، ۸۴ طرح در بخش پژوهش به تصویب رسیده‌است که از این بین تعداد ۳۹ طرح به انجام رسیده و خاتمه یافته‌است و ۴۵ طرح در دست اجراء و در حال انجام است.
در بخش ترجمه نیز در بخش عربی ۵۵ طرح به انجام رسیده‌است و ۲۳ طرح نیز در حال انجام و ترجمه‌است. در بخش انگلیسی نیز تا سال ۱۳۷۹هـ. ش ۱۳طرح به انجام رسیده‌است.
اولین و مهم‌ترین مدیریت در حوزه معاونت پژوهش، مدیریت پژوهش است که مسؤولیت مستقیم دریافت، تصویب، حمایت و نظارت بر طرح‌های پژوهشی، برگزاری دوره‌های آموزشی لازم برای تحقیق، ترجمه مقالات و کتب مناسب و انتشار نشریات علمی و تخصصی را به عهده دارد برای انجام این وظایف، این مدیریت در ساختار جدید پژوهش، متشکل از ۵ اداره‌است که عبارت‌انداز: اداره امور محققان، اداره نظارت و ارزیابی طرح‌های تحقیقاتی، اداره ترجمه که شامل بخش عربی و انگلیسی است، اداره آموزش ضمن تحقیق و اداره نشریات علمی و تخصصی.
دومین مدیریت در حوزه معاونت پژوهش، مدیریت تدوین متون است که با چهار اداره، وظایف تدوین و آماده‌سازی تحقیقات انجام شده را جهت انتشار انجام می‌دهد. این ادارات عبارت‌انداز: اداره تدوین متون درسی، اداره تدوین متون غیر درسی، اداره ویراستاری و اداره تایپ و امور فنی کتاب.
دومین معاونت؛ معاونت فناوری اطلاعات می‌باشد که در سال ۱۳۹۰ تأسیس شد. این معاونت پیش تر با نام معاونت اطلاع‌رسانی شناخته می‌شد.
نظارت بر پایگاه‌ها و شبکه رایانه‌ای مؤسسه، نظارت بر امور و عملیات سخت‌افزاری و نرم‌افزاری مؤسسه در زمینه‌های برنامه‌ریزی و اجرایی فناوری اطلاعات، مطالعه، ارزیابی و پشتیبانی وسایل، لوازم و ابزار سخت‌افزاری در جهت بالابردن سطح کارایی بخش‌های مختلف مؤسسه، پشتیبانی و اجرای کلیه امور سمعی و بصری برنامه‌های مؤسسه هم چون: همایش‌ها، نشست‌ها و برنامه‌های تالار، از وظایف و فعالیت‌های این معاونت است.
معاونت فناوری اطلاعات از اداره کل پایگاه‌ها، اداره کل رایانه، اداره کل رسانه، دفتر مطالعات و تحقیقات فناوری اطلاعات، و مدیریت گسترش خدمات فناوری، تشکیل شده‌است.